# Here, There and Everywhere
〈Here, There and Everywhere〉는 비틀즈의 1966년 음반인 《Revolver》에 발매된 폴 매카트니(레논-매카트니로 표기)가 쓴 곡이다. 매카트니는 그가 작곡한 모든 노래 중에서 개인적으로 좋아하는 노래 중에 그 곡을 포함한다. 이 곡은 비틀즈의 프로듀서 조지 마틴과 매카트니의 전 밴드 동료 존 레논으로부터 비슷한 찬사를 받았다. 2000년에 《모조》는 이 잡지의 역대 최고의 곡들 중 4위를 차지했다.